# Hyperpigmentierung
Die Hyperpigmentierung oder das Chloasma oder Melasma (griechisch χλόασμα, chlóasma bzw. μέλασμα, mélasma) bezeichnet in der Medizin allgemein eine übermäßig starke Einlagerung von Melanin in die Haut. Betroffen sein können Teile der Haut oder die gesamte Hautfläche. Die Hyperpigmentierung gehört zu den sekundär bei Hautkrankheiten auftretenden Erscheinungen (sog. Sekundäreffloreszenz).
Bei den Ursachen ist zu unterscheiden, ob das Krankheitsbild durch endogene, also im eigenen Organismus gebildete, oder exogene, also von außen zugeführte, Pigmente entsteht. Zu den endogenen Pigmenten zählen das Melanin selbst, das Hämosiderin, verschiedene Gallenfarbstoffe oder auch Karotin. Ein typisches Beispiel für ein exogenes Pigment ist Kohlenstoff, der in vielen Tätowierfarben enthalten ist.
Eine engere Definition der Hyperpigmentierung ist die durch Aktivierung der Melanozyten bedingte Braunfärbung der Haut. Diese werden hauptsächlich durch das Sonnenlicht aktiviert, aber auch durch verschiedene Botenstoffe wie Prostaglandine oder Interleukin-1 im Rahmen von lokalen Entzündungen. Diese Form der Hyperpigmentierung wird auch als postinflammatorische Hyperpigmentierung bezeichnet.
Die so genannte Schwangerschaftsmaske ist auf Hormone zurückzuführen. Nicht alle Frauen sind davon betroffen. Schwangerschaftshormone sind auch für die Linea nigra verantwortlich, eine dunkle Linie, die vom Bauchnabel bis zum Schambein führt. Sowohl die Schwangerschaftsmaske als auch der Schwangerschaftsstreifen können nach der Entbindung allmählich wieder verblassen. Durch Sonnenlicht werden diese Hautpigmente noch dunkler.  Die punktuell erhöhte Melaninproduktion kann durch den Wirkstoff Rucinol gezielt unterbrochen werden.
Das Gegenteil von Hyperpigmentierung bezeichnet man mit Hypopigmentierung, d. h. die Flecken sind in dem Fall hell bzw. sogar weiß.